# Charakusagletscher
Der Charakusagletscher befindet sich im südlichen Karakorum im pakistanischen Sonderterritorium Gilgit-Baltistan.

## Lage
Der Charakusagletscher hat eine Länge von 20 km. Er strömt in westlicher Richtung durch die östlichen Masherbrum-Berge. Der Charakusagletscher wird von folgenden Bergen eingerahmt: K6 (7282 m), Link Sar (7041 m) und K7 (6934 m). Der Chogolisagletscher mündet rechtsseitig in den Charakusagletscher. Der Charakusagletscher speist den Hushe, einen rechten Nebenfluss des Shyok.